# Cruijffianisme

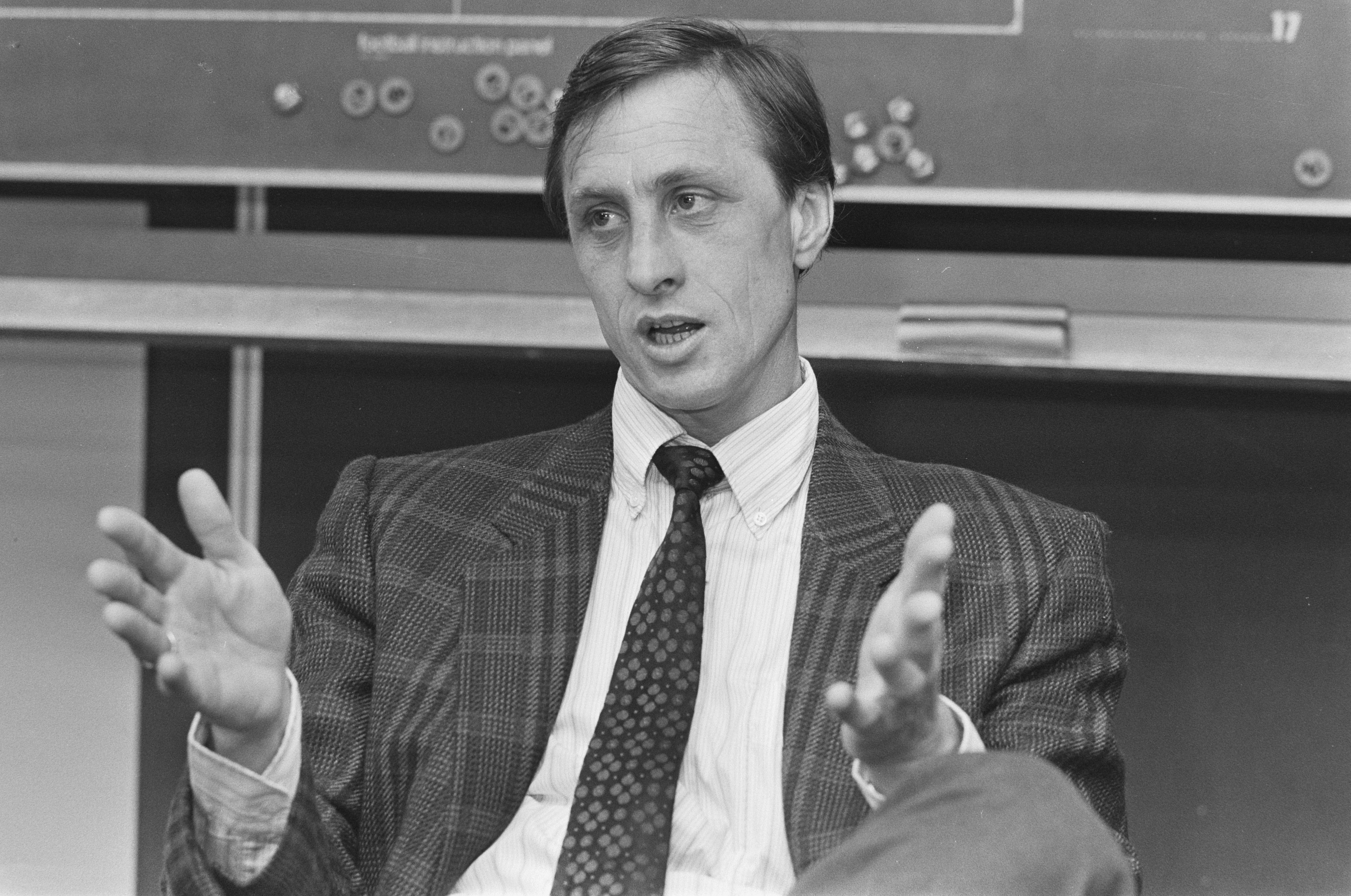
Johan Cruijff (1987).

Het Cruijffianisme is een term voor de spelopvatting in de voetbalsport die in de loop der jaren is ontwikkeld door Johan Cruijff. De speelstijl wordt beschouwd als onderstroom van het totaalvoetbal en wordt voornamelijk met succes uitgevoerd in Nederland en Spanje, maar is inmiddels ook in tal van landen in gebruik, zowel op nationaal niveau als op clubniveau. Het Cruijffianisme wordt veelal door lyrische sportjournalisten hyperbolisch beschreven als een religie.

## Achtergrond
Vanaf de jaren zeventig veranderde Johan Cruijff met het totaalvoetbal radicaal de uitgangspunten van de voetbalsport vergeleken met de vroegere opvattingen over het spel: Het voetbal werd opnieuw uitgevonden als een spel voor technisch begaafde ploegen. Dit deed hij eerst met de trainer Rinus Michels en na verloop van tijd, waarin het spel sneller en harder werd, volmaakte hij de spelwijze verder alleen. Hij zag winnen en attractief spel als onlosmakelijk met elkaar verbonden. De creatieve en opwindende voetbalstijl bleef de basis van Cruijffs opvattingen over voetbal. Deze spelopvattingen leverden hem als speler en trainer de nodige successen op en vervolgens ook veel aanhangers in binnen- en buitenland.

## Opvattingen

De 4-3-3 opstelling naar de spelopvattingen van Cruijff.

De hoofdlijnen van Cruijff's spelopvatting zijn:
- De voetballers spelen in relatief vaste posities, maar met flinke mate van flexibiliteit. Opkomende vleugelverdedigers en spannende buitenspelers zijn hier een voorbeeld van. Voorheen wisselden aanvallers, middenvelders en verdedigers voortdurend van plaats, met rotatie in het midden en op beide vleugels.
- Ruimte creëren voor de ploeg en die onthouden aan de tegenstander.
- Druk zetten op de tegenstander: doorgaans de spelmaker van de tegenstander voor de voeten lopen en door middel van opjagen de tegenstander dieper op de eerste helft te laten terugtrekken. Dit zorgde eveneens voor de hoge buitenspelval.
- In het traditionele voetbal was het de taak van de keeper om op de doellijn te blijven staan, maar Cruijff bedacht de keeper als laatste man en gaf daarmee zijn team de gelegenheid nog verder naar voren te gaan spelen.[noot 1]
- De getalenteerde creatieve speler staat altijd voorop omdat hij degene is die het team beter kan maken. Daarna past de trainer het systeem aan aan het individu.[3]

Er zijn talloze verschillende manieren om totaalvoetbal te spelen, maar Cruijff had zelf de voorkeur zijn spelopvattingen toe te passen in een opstelling met het 4-3-3 systeem.

## Aanhangers
Een aantal voetbalcoaches en bestuurders zijn direct of indirect sterk beïnvloed door de spelopvattingen waar het Cruijffianisme voor staat en brengen de ideeën in praktijk:
- De Franse voetbalcoach Arsène Wenger. Bij de komst van Wenger in 1996 werd Arsenal FC, tot dan toe berucht om zijn saaie verdedigende voetbal, getransformeerd tot een Engelse versie van Ajax en FC Barcelona met Dennis Bergkamp en later Thierry Henry als sleutelspelers. Hij staat als trainer bekend om zijn geloof in de jeugd.[4]
- De Catalaanse trainer Josep Guardiola, die ook wel "De spirituele zoon van Johan Cruijff"[5] genoemd werd, boekte grote successen als hoofdtrainer van FC Barcelona met zijn verbeterde versie van het zogeheten Dream Team. Zijn Cruijffiaanse spelopvattingen leverden een nieuwe variatie op het totaalvoetbal, waardoor FC Barcelona het tikitakavoetbal ging ontwikkelen.[6] Hij zou zijn speelwijze later ook invoeren bij FC Bayern München[7] en Manchester City FC.
- De Deense coach Morten Olsen. Speelde zelf met Denemarken totaalvoetbal als international met Cruijff's teamgenoten Jesper Olsen, Søren Lerby en Jan Mølby. Als trainer van Ajax en bondscoach van Denemarken bleef hij Cruijff's filosofie in de praktijk uitvoeren.
- De Italiaanse trainer Arrigo Sacchi. Bij AC Milan ontwikkelde hij een 4-4-2 variant waarin het totaalvoetbal tot uiting kwam. Met de Cruijff-protegés Marco van Basten, Ruud Gullit en Frank Rijkaard behaalde hij grootse successen met on-Italiaans voetbal.[8]
- De Duitse voetbaltrainer Jürgen Klopp. Zijn gegenpressing-tactiek, waarbij zijn spelers bij Borussia Dortmund (2008–2015) en later bij Liverpool FC een flinke mate van flexibiliteit hebben, zorgen voor de creatieve en opwindende voetbalstijl geïnspireerd op het totaalvoetbal van Cruijff en de spelopvattingen van Sacchi.[8]

## Critici

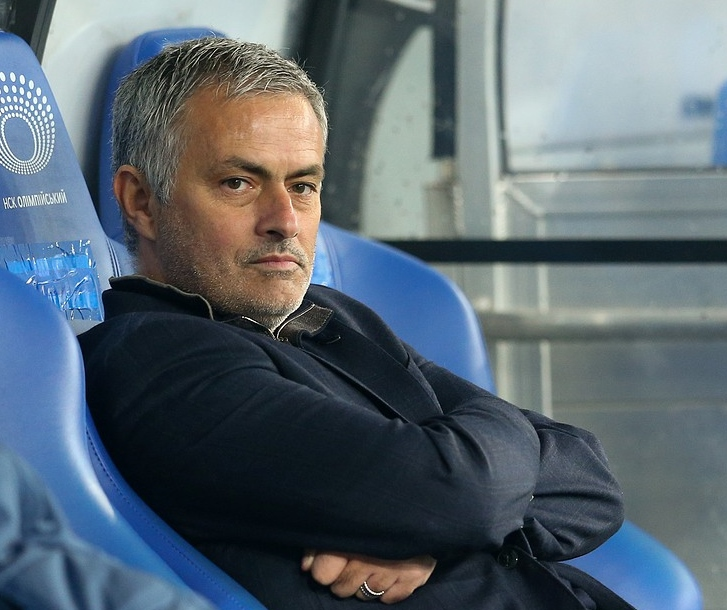
José Mourinho staat lijnrecht tegenover het Cruijffianisme.

De creatieve en opwindende voetbalstijl waar het Cruijffianisme voor staat onderscheidt zich van het overgrote deel van andere voetbalcoaches die in mindere of meerdere mate altijd het winnen voorop stellen. De realistische spelopvattingen leveren resultaten op, maar staan vaak voor lelijk voetbal. Het catenaccio en de speelstijlen die daarvan afgeleid zijn, zoals het counter- en betonvoetbal, dienen als voorbeeld van de manier van voetbal die in sommige landen algemeen geaccepteerd zijn, maar bij de adepten van het Cruijffianisme veroordeeld worden.
Critici van Cruijff vinden het totaalvoetbal eerder een ideaal dan een tactisch systeem. Zij verweten Cruijff overdreven idealistisch te zijn en onvoldoende geïnteresseerd in verdedigen. Met name de defensief ingestelde spelopvattingen van José Mourinho staan lijnrecht tegenover het Cruijffianisme, wat de Portugese trainer regelmatig tot kritiek van Johan Cruijff zelf kwam te staan: "Het probleem zit 'm gewoon in het feit dat hij altijd voor het resultaat gaat. Daar is alles ondergeschikt aan, ook alle goede voetballers die hij rond heeft lopen. Het is denken op de korte termijn en daar heb ik niet zoveel mee." Mourinho zelf is vaak misprijzend als het gaat om FC Barcelona, Arsenal FC en andere bastions van het Cruijffianisme en uitte ook onder meer forse kritiek op Cruijff: "Ik wil niet dat hij me leert hoe ik met 4-0 moet verliezen in de Champions League-finale, dat wil ik niet leren."
Hoewel de Nederlandse trainer Louis van Gaal wel aanhanger is van het totaalvoetbal, wordt de Cruijffiaanse voetbalfilosofie wel door hem met mate bekritiseerd. Van Gaal gelooft allereerst in een systeem en geeft zijn spelers opdrachten die ze moeten uitvoeren, terwijl Cruijff de prioriteit legt op het vertrouwen in zijn meest getalenteerde creatieve spelers. Het in dienst van het team spelen staat daarmee lijnrecht tegenover creativiteit.